# Naoki Sakai
Naoki Sakai (Prefectura de Chiba, Japó, 22 d'agost de 1975) és un exfutbolista japonès.

## Selecció japonesa
Naoki Sakai va disputar 1 partits amb la selecció japonesa.